# Kurejši (sura)
Kurejši (arabsko Quraysh) je 106. sura (poglavje) v Koranu, ki jo sestavlja 4 ajatov (verzov). Je meška sura.
Med opravljanjem molitve (salata oz. namaza) pri tej suri verniki opravijo 1 ruku' (priklon).